# Big Tymers
Big Tymers (estilizado como Big Tymer$) fue un dúo de hip hop de la discográfica de Nueva Orleans Cash Money Records. Sus miembros son el CEO de Cash Money Brian "Baby" Williams y el productor Mannie Fresh. Lanzaron un total de cinco álbumes (dos de ellos fueron certificados platino). El dúo se disolvió en el 2006 cuando Fresh abandonó Cash Money.

## Historia
El dúo publicó su primer álbum, How You Luv That en 1998 en colaboración con raperos de Cash Money Records, como Juvenile. How You Luv That alcanzó el n.º 25 en la lista de hip hop de Billboard 200. La versión remix de How You Luv That Vol. 2 casi alcanzó el top 100 en la lista de álbumes de Billboard y logró llegar al top 20 en la lista Billboard referente a R&B y hip hop.
Su segundo álbum, I Got That Work, fue publicado en 2000, logrando una mayor acogida entre el público, y alcanzando nada menos que el top 5 en la lista Billboard de álbumes R&B y hip hop. Este trabajo sembró dos grandes hits como el "Get Your Roll On" y "#1 Stunna" alcanzando el n.º 30 en las listas de single R&B.
Hood Rich salió a la luz en 2002 y se alzó con puestos muy interesantes en las listas de éxitos. "Still Fly" logró meter la cabeza en el top 5 de single R&B y el n.º 11 en listas pop. "Oh Yeah" alcanzó el top 50 de la Billboard Hot 100 y el top 30 en las listas de single R&B/hip hop.
Un año después, en 2003, publicaron Big Money Heavyweight. "Gangsta Girl" fue el sencillo más destacado del trabajo, en colaboración con R. Kelly, llegando al Billboard Hot 100 y siendo un top 40 de las listas R&B. El álbum fue certificado oro.
Tras varios acuerdos acaecido a finales del 2005 y principios del 2006 Fresh dejó Cash Money para marcharse a Def Jam Records, lo que propició el fin del grupo.
En mayo del 2013 se especuló que Lil' Wayne y Drake podrían reformar Big Tymers para un nuevo álbum en conjunto. A finales de ese año Birdman comentó que tenían planeado lanzar al mercado un sencillo en colaboración con Mannie, como señal de una reunión de los Big Tymers a las que se les uniría Wayne y Drake. Sin embargo, no se supo más de ello, y hasta el momento no se ha vuelto a hablar de ello.

## Discografía

### Álbumes
| Título                  | Detalles del álbum                                                                                              | Posición en las listas | Posición en las listas | Certificaciones |
| Título                  | Detalles del álbum                                                                                              | US                     | US R&B                 | Certificaciones |
| ----------------------- | --- | ---------------------- | ---------------------- | --------------- |
| How You Luv That        | - Lanzado: 17 de marzo de 1998 - Productora: Cash Money - Formato: CD, casete, descarga digital                 | 168                    | 25                     |                 |
| How You Luv That Vol. 2 | - Lanzado: 22 de septiembre de 1998 - Productora: Cash Money, Universal - Formato: CD, casete, descarga digital | 105                    | 17                     |                 |
| I Got That Work         | - Lanzado: 16 de mayo del 2000 - Productora: Cash Money, Universal - Formato: CD, casete, descarga digital      | 3                      | 1                      | - RIAA: Platino |
| Hood Rich               | - Lanzado: 30 de abril del 2002 - Productora: Cash Money, Universal - Formato: CD, descarga digital             | 1                      | 1                      | - RIAA: Platino |
| Big Money Heavyweight   | - Lanzado: 9 de diciembre del 2003 - Productora: Cash Money, Universal - Formato: CD, casete, descarga digital  | 21                     | 6                      | - RIAA: Oro     |

### Sencillos
| Año  | Cnación                                               | U.S. | U.S. R&B | U.S. Rap | Álbum                   |
| ---- | ----------------------------------------------------- | ---- | -------- | -------- | ----------------------- |
| 1998 | "Big Ballin" (feat. Chilli)                           | —    | 106      | —        | How You Luv That        |
| 1998 | "Stun'N (Remix)" (feat. Paparue & Lil Wayne)          | —    | —        | —        | How You Luv That Vol. 2 |
| 2000 | "Get Your Roll On"                                    | 101  | 24       | —        | I Got That Work         |
| 2000 | "Number One Stunna" (feat. Lac, Juvenile & Lil Wayne) | 105  | 24       | —        | I Got That Work         |
| 2002 | "Still Fly"                                           | 11   | 4        | 3        | Hood Rich               |
| 2002 | "Oh Yeah" (feat. Tateeze, Boo & Gotti)                | 46   | 23       | 13       | Hood Rich               |
| 2003 | "This Is How We Do"                                   | 97   | 53       | —        | Big Money Heavyweight   |
| 2004 | "Gangsta Girl" (feat. R. Kelly)                       | 79   | 38       | 24       | Big Money Heavyweight   |
| 2004 | "No Love"                                             | —    | 95       | —        | Big Money Heavyweight   |

### Colaboraciones
| Año  | Canción                                       | U.S. Hot 100 | U.S. R&B | Álbum           |
| ---- | --------------------------------------------- | ------------ | -------- | --------------- |
| 2000 | "Project Chick" (con Cash Money Millionaires) | 47           | 17       | Baller Blockin' |

## Apariciones estelares
- 1997: "Get Your Shine On" (B.G feat. Big Tymers)
- 1997: "Don't Hate Me" (B.G feat. Big Tymers)
- 1997: "Stay N Line Hoe" (B.G feat. Big Tymers)
- 1998: "Flossin' Season" (Juvenile feat. Big Tymers, B.G. & Lil' Wayne)
- 1998: "U.P.T." (Juvenile feat. Hot Boys & Big Tymers)
- 1998: "Off Top" (Juvenile feat. Big Tymers)
- 1999: "Loud Pipes" (Lil' Wayne feat. B.G., Big Tymers & Juvenile)
- 1999: "Young Playa" (Lil' Wayne feat. Big Tymers)
- 1999: "Not Like Me" (Lil' Wayne feat. B.G., Paparue & Big Tymers)
- 1999: "Something Got 2 Shake" (Juvenile feat. Big Tymers)
- 1999: "Lil Boyz" (Juvenile feat. Big Tymers & Lil Wayne)
- 1999: "With the B.G" (B.G feat. Big Tymers)
- 1999: "Bling Bling" (B.G. feat. Juvenile, Lil Wayne, Turk & Big Tymers)
- 1999: "Choppers" (Project Pat feat. B.G. & Big Tymers)
- 1999: "Ballers" (Outro) (Cash Money Remix) (Project Pat feat. Big Tymers, Hot Boys & Tear Da Club Up Thugs)
- 2000: "Change The World"(B.G. feat. Big Tymers, Juvenile & Lil Wayne)
- 2000: "Hennessy & XTC" (B.G feat. Big Tymers)
- 2001: "Sunshine" (Juvenile feat. Big Tymers, B.G. & Lil Wayne)
- 2001: "Be Gone" (Juvenile feat. Big Tymers)
- 2002: "Way of Life" (Lil Wayne feat. Big Tymers & TQ)
- 2002: "Give It Back" (Toni Braxton feat. Big Tymers)